# Johnathan Franklin
Johnathan A. Franklin (ur. 23 października 1989 w Los Angeles w stanie Kalifornia) – amerykański zawodnik futbolu amerykańskiego, grający na pozycji running back. W rozgrywkach akademickich NCAA występował w drużynie UCLA Bruins.
W roku 2013 przystąpił do draftu NFL. Został wybrany w czwartej rundzie (125. wybór) przez zespół Green Bay Packers. W drużynie ze stanu Wisconsin występuje do tej pory.